# كايوكو فوجي
كايوكو فوجي (باليابانية: 藤井 佳代子) مواليد 21 أبريل 1961، هي مؤدية أصوات يابانية.

## الأعمال

### أنمي
- في جعبتي حكاية
- ابنتي العزيزة
- نوار
- أسرار المحيط
- عهد الأصدقاء
- المحقق كونان
- المحقق كونان: العد التنازلي لناطحة السحاب

### الألعاب
- فاينل فانتسي X
- سوبر روبوت وورز

### الدبلجة
- المسحورات
- جوهرة القصر

## وصلات خارجية
- كايوكو فوجي على موقع IMDb (الإنجليزية)
- كايوكو فوجي على موقع قاعدة بيانات الفيلم (الإنجليزية)
- كايوكو فوجي على موقع ANN person (الإنجليزية)